# Bajm
Bajm est un groupe polonais créé à Lublin en 1978.

## Histoire
Le groupe prend pour nom B (Beata Kozidrak), A (Andrzej Pietras), (Jarosław Kozidrak), M (Marek Winiarski).

## Membres

### Membres actuels
- Beata Kozidrak
- Adam Drath
- Artur Daniewski
- Krzysztof Nieścior
- Maria Dobrzańska
- Piotr Bielecki

### Anciens membres
- Andrzej Pietras
- Jarosław Kozidrak
- Marek Winiarski
- Henryk Mazurek
- Marek Makuch
- Bogdan Tchórzewski
- Grzegorz Płecha
- Dariusz Lipiński
- Robert Kozak
- Jarosław Pruszkowski
- Piotr Nalepa
- Dariusz Adamczyk
- Konstanty Joriadis
- Alan Baster
- Marek Raduli
- Adam Abramek
- Paweł Sot
- Andrzej Ward
- Grzegorz Górkiewicz

## Discographie
- Bajm (1983) -  1 × Or en Pologne
- Martwa woda (1984) -  1 × Or en Pologne
- Chroń mnie (1986) -  1 × Or en Pologne
- Nagie skały (1988)
- Biała armia (1990)
- The Very Best of (1992)
- The Very Best of, vol. II (1993)
- Płomień z nieba (1993) -  1 × Platine en Pologne
- Etna (1995)
- Ballady (1997) -  1 × Or en Pologne
- Szklanka wody (2000) -  2 × Platine en Pologne
- Myśli i słowa (2003) -  1 × Platine en Pologne
- Ballady 2 (2008) -  1 × Or en Pologne
- Blondynka (2012) -  1 × Or en Pologne

## Récompenses et distinctions
- Prix Fryderyk :